# A.Venkatapura, Koratagere
A.Venkatapura là một làng thuộc tehsil Koratagere, huyện Tumkur, bang Karnataka, Ấn Độ.